# Лаптев, Сергей Николаевич
Серге́й Никола́евич Ла́птев (22 июля 1887, Казань — 3 августа 1993, Пермь) — советский и российский учёный, географ, гидролог, доктор географических наук, профессор. Член Общества археологии, истории и этнографии при Казанском университете, член совета Восточно-Сибирского отдела Русского географического общества, член краевой комиссии содействия институту Большого советского атласа мира, декан геолого-почвенно-географического факультета Иркутского государственного университета, заведующий кафедрой физической географии (1936—1956), один из организаторов и декан геолого-географического факультета Молотовского университета (1944—1946).

## Биография
В 1913 году окончил физико-математический факультет Казанского университета, был сотрудником этого университета до 1918 года.
С 1918 года стал работать в Иркутском государственном университете.
С. Н. Лаптев активно работал в Восточно-Сибирском отделе Русского географического общества (ВСОРГО). Являлся членом исторической секции общества (образована 20 октября 1922 года), а также археологической комиссии (создана в январе 1921 г.). В апреле 1925 г. член совета ВСОРГО как председатель одной из секций.
В 1925—1926 годах профессор Лаптев входил в десятку действующих членов первого вузовского научного учреждения Сибири — Биолого-географического научно-исследовательского института (1923) при Иркутском университете.
В 1924—1925 годах в составе Монгольской экспедиции «Сибводпути», организованной ВСОРГО, провёл гидрологическое исследование рек Толы и Орхона. В 1928 г. под его руководством были проведены археологические изыскания на территории Иркутского острога.
В 1925 году — участник проходившего в Иркутске 11—18 января 1925 года Первого Восточно-Сибирского краеведческого съезда. Работал в составе физико-географической секции, представлял доклад.
До 1936 года был деканом геолого-почвенно-географического факультета в Иркутском государственном университете.
С 1938 год по 1956 год возглавлял кафедру физической географии в Молотовском (позднее — Пермском) университете.
С 1944 по 1946 год являлся одним из создателей и деканом открытого по его инициативе геолого-географического факультета Молотовского университета.

## Научные труды
Основные работы С. Н. Лаптева посвящены физической географии Восточно-Сибирского края, исследованиям по истории географии, изучению малых рек Прикамья. Принимал участие в составлении географо-экономического словаря Пермской области. Выполнил значительную работу по истории метеорологических наблюдений на Урале, Камчатке, в Охотске. Опубликовал более 100 работ, в том числе «Физическая карта Восточно-Сибирского края», «Карта Якутской АССР», «Физико-географический очерк г. Иркутска», «Зимний режим р. Ангары», «Очерки по землеведению Сибири» и др.
1. Донный лед и его образование на Ангаре // Сибирская живая старина. 1925. Вып. 3-4.
2. Материалы к биографии и научно-исследовательской деятельности Б. И. Дыбовского в Восточной Сибири // Изв. Гос. геогр. о-ва. М.; Л., 1939. Т. 71. Вып. 6. С. 856.
3. Следы пребывания доисторического человека в окрестностях села Усолья / Сб. трудов профессоров и преподавателей ИГУ. Науки гуманитарные. Иркутск, 1923.
4. Шведско-Норвежские экспедиции 1876 г. и 1878 г. в Сибирь (К материалам по истории земледелия в Сибири). Иркутск, 1926.
5. К материалам по истории Иркутска // Земля Иркутская. 2001.